# Неотразимый
«Неотразимый» (англ. «Irresistible») — тринадцатый эпизод второго сезона сериала «Секретные материалы», главные герои которого — агенты ФБР Фокс Малдер (Дэвид Духовны) и Дана Скалли (Джиллиан Андерсон) — расследуют сложно поддающиеся научному объяснению преступления.
В данном эпизоде Малдер и Скалли в Миннеаполисе идут по следу Дональда Эдди Фэстера — фетишиста, раскапывающего могилы недавно умерших молодых женщин с целью пополнения своей коллекции женских волос и ногтей. Вскоре трупов ему становится мало, и фетишист начинает жестоко убивать молодых женщин, в итоге, выбрав своей очередной жертвой борющуюся с посттравматическим расстройством Скалли. Эпизод принадлежит к типу «монстр недели» и не связан с основной «мифологией сериала». При этом «Неотразимый» — один из немногих эпизодов «Секретных материалов», в котором отсутствуют паранормальные сюжетные линии.
Несмотря на то, что первоначальный вариант сценария был отвергнут телеканалом FOX из-за «несоответствия широковещательным стандартам» и образ антагониста пришлось «смягчить», эпизод получил преимущественно положительные отзывы критиков, а Донни Фэстер был включён в списки различных изданий как один из «лучших монстров сериала» и вернулся в седьмом сезоне в эпизоде «Орисон».

## Сюжет
В Миннеаполисе (штат Миннесота) идёт подготовка к похоронам молодой девушки. За церемонией наблюдает Донни Фэстер, мрачный помощник управляющего похоронного бюро. Позже той же ночью, когда тело девушки подготовлено к завтрашнему погребению, начальник Фэстера застигает Донни за отрезанием волос у трупа. Донни незамедлительно выгоняют с работы.
Немногим позже Фокс Малдер и Дана Скалли вызваны в Миннеаполис полевым агентом ФБР Мо Боксом, который занимается расследованием по делу об эксгумации и осквернении тела на местном кладбище. Малдер скептически относится к версии Бокса, который считает, что преступление совершено пришельцами с целью опытов над людьми. Малдер полагает, что искать преступника стоит среди людей. Скалли приходит в смятение от вида изувеченного трупа. Найдены ещё два эксгумированных тела, у обоих отрезаны волосы и вырваны ногти. Малдер разрабатывает психологический портрет преступника, где прогнозирует, что ради удовлетворения своей растущей потребности в новых трофеях фетишист вскоре может пойти на убийство. Скалли, страдающая от посттравматического расстройства после её похищения Дуэйном Бэрри, с трудом старается скрыть свой дискомфорт от работы. Малдер с пониманием относится к её проблемам и предлагает ей не работать над этим делом, но Скалли отказывается.
Фэстер приводит в свою квартиру проститутку, и когда та обнаруживает в его спальне «похоронную коллекцию», он убивает женщину и отрезает у неё пальцы. Фэстер посещает вечерние курсы в колледже, и однажды предпринимает неудачную попытку напасть на одногруппницу. Той удаётся отбиться, и Фэстер попадает в тюремную камеру, оказавшись напротив камеры подозреваемого в убийстве проститутки, которую убил Фэстер. Увидев Скалли в тюрьме, когда та допрашивает подозреваемого, Фэстер узнаёт её имя. Его в тот же вечер освобождают, так как его одногруппница отказалась подавать заявление.
Скалли испытывает с делом Фэстера большие проблемы: у неё появляются на этот счёт тревожные галлюцинации. В Вашингтоне она проходит обследование у социального работника, во время которого делится своей обеспокоенностью по поводу расследования. После обследования Скалли узнаёт, что из Миннесоты её кто-то разыскивал. Когда она связывается с Малдером, оказывается, что ни он, ни Бокс не звонили ей.
ФБР находит частичный отпечаток пальца на теле проститутки, который совпадает с данными Фэстера, доступными в базе данных после его ареста. Малдер и Бокс с группой захвата врываются к Фэстеру в квартиру, где в холодильнике обнаруживают волосы жертв и отрезанный палец проститутки, но самого Фэстера нет дома. Скалли прилетает в Миннеаполис, но по пути из аэропорта Фэстер на безлюдной дороге сталкивает её машину в кювет и увозит агента в заброшенный дом своей умершей матери, где, связав, бросает в шкаф с кляпом во рту.
По следам краски на обнаруженной машине Скалли, Малдер и Бокс выясняют адрес дома матери Фэстера. Скалли сбегает от Фэстера, пока он готовит для неё ванну, но тот бросается в погоню. В результате непродолжительной борьбы они скатываются по лестнице к входной двери, через которую в этот момент врывается Малдер с группой захвата, арестовывая Фэстера.
Скалли поначалу утверждает, что с ней всё в порядке, но затем падает в объятья Малдера и плачет. В закадровом описании Малдер предполагает, что корни патологии Фэстера кроются в его детстве: Донни вырос в семье с четырьмя старшими сестрами.

## Производство
Первоначальный вариант сценария, где Фэстер был некрофилом, был отвергнут телеканалом FOX из-за «несоответствия широковещательным стандартам» . Создатель сериала Крис Картер сказал: «Когда я принёс первоначальный сценарий, в нём были реальные некрофильские эпизоды, это не прокатило. На общественном телевидении нельзя совместить секс и смерть». Картера заставили снизить градус экстравагантности серии, превратив Фэстера из некрофила в «похоронного фетишиста» и уменьшив его сексуальную одержимость. Картер подразумевал, что сексуальный подтекст «и так легко будет считываться зрителем», а Фэстер, несмотря на требования цензуры, всё равно получился устрашающим персонажем. Оригинальное название эпизода было «Fascination», что можно перевести как «Очарование» или «Обаяние».
Эта серия — одна из немногих, где отсутствуют паранормальные сюжетные линии. По поводу концепции эпизода Картер высказался так: «Это моя первая возможность поработать с Дэвидом Наттером за долгое время, и я хотел дать ему нечто, во что он мог бы впиться зубами. Тут нет паранормальных сюжетов, пожалуй, кроме ощущений Скалли по поводу её глубинных страхов. Я думал, что должен вывести на поверхность то, чего она больше всего боится. А боится она ровным счетом того же, чего боится большинство из нас. Мысль о смерти от чьих-то рук — пришельцев или человека — повергает её в бессильный ужас и невозможность что-либо сделать. Мне показалось, что это очень хорошая возможность раскрыть характер Скалли». Сцена, где Скалли представляет появление Фэстера в виде дьявола, была основана на реальных событиях, которые описал Крис Картер: «Я читал статьи о людях, находившихся под влиянием Джеффри Дамера, они утверждали, что Дамер менял своё обличье во время тех часов, что удерживал их в качестве заложников; что его образ действительно менялся». По словам Наттера, Картер «любым способом хотел продвинуть идею о том, что далеко не всё плохое в жизни происходит только по паранормальным причинам. Даже сосед может оказаться злодеем».
По поводу кастинга Ника Чинланда на роль Фэстера Крис Картер сказал: «Я считаю, что из него вышел превосходный жуткий злодей. Кастинг был очень сложным. Мы отсмотрели множество актёров, но я всё искал в них нечто, чему не мог дать определение. В конце концов я понял, что это было, когда на пробы пришел Ник: у него какая-то особая форма андрогинности, которая потрясает. Мне показалось, что он выглядит как студент-первокурсник, при этом ему удаётся напугать вас до смерти». По словам Наттера: «Мне понравилось работать с Ником Чинландом. Парень был в моих руках, как пластилин. Он был просто великолепен! Если вы ищете кого-то, чтобы подчеркнуть странность характера персонажа, он это сделает блестяще!».
О самом эпизоде Наттер отзывался следующим образом: «Я действительно старался сделать эту серию особенной, потому что я и думал, что она особенная. Из-за посттравматического стресса героини Джиллиан Андерсон: у неё еще не было возможности излить свои чувства по поводу своего похищения». Картеру же особенно понравилась сцена, в которой явно потрясённая Скалли обнимает Малдера. Создатель сериала назвал это «моментом нежности» между персонажами, которые до этого не выказывали друг другу особой ласки. Сама же Джиллиан Андерсон считает весь эпизод одним из своих самых любимых.

## Эфир и отзывы
Премьера «Неотразимого» состоялась 13 января 1995 года на телеканале FOX. По шкале Нильсена эпизод получил рейтинг 9,2 балла с 15-процентной долей, это означает, что из всех телевизоров в домохозяйствах США 9,2 процента работали в вечер премьеры, и 15 процентов из их числа были настроены на просмотр «Секретных материалов. Общее число домохозяйств США, видевших премьерный показ, оценивается в 8,8 миллиона.
«Неотразимый» получил преимущественно положительные отзывы от критиков. Entertainment Weekly присудил эпизоду оценку «B+» (три с половиной балла по четырёхбалльной шкале), сказав, что серия изначально базировалась «на чудовищной концепции», эффект от которой был усилен «бросающим в дрожь театром одного актёра — Чинланда». Тодд ван дер Верфф, обозреватель журнала The A.V. Club, поставил эпизоду оценку «A» (высший балл), особенно похвалив работу Чинланда, которого он описал как «реально страшного» и «знак движения сериала в новом и интересном направлении». Единственное его критичное замечание относилось к галлюцинации Скалли с превращающимся в дьявола Фэстером, которую журналист охарактеризовал как «довольно глупую, практически кажущуюся попыткой включить в эпизод что-то отдалённо паранормальное, чтобы зрителям не наскучило то, что поистине является очень хорошим эпизодом». Джессика Морган (Television Without Pity) оценила эпизод на «B+». В статье для Den of Geek Нина Сорди поставила «Неотразимого» на шестое место в списке лучших эпизодов «Секретных материалов», сказав, что «за исключением Курильщика и его корешей, Фэстер, наверно, самый страшный злодей, с которым пришлось столкнуться нашим любимым агентам». Коллега Сорди по Den of Geek, писательница Джульет Харрисон, назвала эпизод «лучшим» эпизодом второго сезона, описав его как «подлинно жуткий 45-минутный фильм ужасов». Конни Оугл, обозреватель Popmatters, включила Фэстера в список лучших «монстров недели», а Кристин Сегерс из IGN поставила Чинланда на седьмое место в списке лучших приглашённых актёров сериала. По словам Сегерс, что Фэстера делает ещё более пугающим, так это то, «насколько он пассивный и вежливый до того момента, когда собирается убить; идеальный камуфляж для современного монстра». Журнал TV Guide включил Фэстера в список самых страшных монстров сериала, назвав персонажа «воплощением зла».